# I-29 (sous-marin)
Pour les articles homonymes, voir I29.
Le I-29 (イ-29) est un sous-marin japonais de la marine impériale japonaise de type B1 (乙型（伊十五型) en service durant la Seconde Guerre mondiale.

## Construction
Construit par l'Arsenal naval de Yokosuka au Japon, le I-29 a été mis sur cale le 20 septembre 1939, sous le nom de Sous-marin n° 142. Il a été lancé le 29 septembre 1940 et renumroté I-33. Le 1er novembre 1941, il est renuméroté à nouveau en tant que I-29. Il a été achevé et mis en service le 27 février 1942.

## Description
Le I-29, pesant près de 2 600 tonnes en surface, était capable de plonger à 100 m, puis de se déplacer à une vitesse maximale de 8 nœuds, avec une autonomie de 96 milles nautiques à une vitesse réduite de 3 nœuds. En surface, sa portée était de 14 000 milles nautiques, développant une vitesse maximale de 23,6 nœuds. Il transportait un hydravion de reconnaissance biplace Yokosuka E14Y (connu des Alliés sous le nom de Glen), stocké dans un hangar hydrodynamique à la base de la tour de navigation (kiosque).

## Histoire du service
Le I-29 est commissionné le 27 février 1942 et rattaché au district naval de Kure. Le commandant est le Capitaine de frégate Izu Juichi. Le I-29 est affecté à la 14e sous-division de la 6e Flotte. Le 10 mars 1942, la 14e sous-division est transférée à la 8e  Escadron de sous-marins.
Il prend part aux opérations de l'Axe dans les eaux australiennes.
Le I-29 a participé à des missions de soutien à l'attaque de Port Moresby en Nouvelle-Guinée (opération Mo), ainsi qu'à la recherche futile de la Task Force 16, qui a lancé le Raid de Doolittle sur Tokyo en avril 1942.
La reconnaissance du port de Sydney par le I-29 le 23 mai 1942 a abouti à l'attaque du port de Sydney par des sous-marins de poche japonais.

### Missions Yanagi
Les missions Yanagi ont été autorisées, dans le cadre du Pacte tripartite des puissances de l'Axe, à prévoir un échange de personnel, de matériaux stratégiques et de produits manufacturés entre l'Allemagne, l'Italie et le Japon. Au départ, ce sont des cargos qui ont effectué les échanges, mais lorsque cela n'a plus été possible, des sous-marins ont été utilisés.
Seuls cinq autres sous-marins ont tenté ce voyage transocéanique pendant la Seconde Guerre mondiale : le I-30 (avril 1942), le I-8 (juin 1943), le I-34 (octobre 1943) et les sous-marins allemands U-511 (août 1943) et U-234 (mai 1945). Parmi ceux-ci, le I-30 a été coulé par une mine et le I-34 par le sous-marin britannique HMS Taurus. Plus tard, le célèbre sous-marin japonais I-52 partagera également leur sort. En 1945, le U-234 allemand avait terminé une partie de son voyage vers le Japon lorsque la nouvelle de la reddition de l'Allemagne aux Alliés fut annoncée, et le sous-marin fut ensuite intercepté et arraisonné au large de Terre-Neuve; cela marqua la fin des échanges de sous-marins germano-japonais.

#### Premier échange

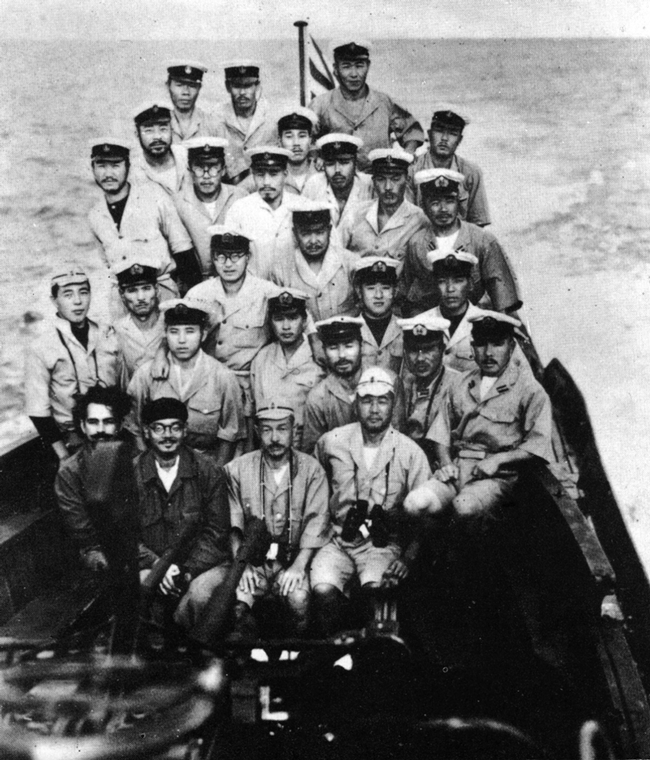
Le Netaji Subhas Chandra Bose, deuxième à gauche, première ligne et son Adjudant, Abid Hasan à l'extrême gauche avec les membres d'équipage du I-29 après l'échange avec le U-180 (18 avril 1943)

En avril 1943, le I-29 a été chargé d'une mission Yanagi. Il était commandé par le capitaine Masao Teraoka, commandant de la flottille de sous-marins - ce qui montre l'importance du voyage. Il quitta Penang avec une cargaison qui comprenait deux tonnes d'or. Le 26 avril 1943, Il rencontre le U-boot de type IXD-1, le U-180 du Fregattenkapitän Werner Musenberg au large des côtes du Mozambique.
Au cours de cette rencontre qui dura plus de 12 heures en raison du mauvais temps, les deux sous-marins de l'Axe échangèrent plusieurs passagers importants. Le U-180 transféra le Netaji Subhas Chandra Bose, un leader du Mouvement pour l'indépendance de l'Inde qui se rendait de Berlin à Tokyo, et son adjudant, Abid Hasan. Le I-29 a à son tour transféré deux membres de la marine japonaise qui devaient étudier les techniques de construction des U-boote en Allemagne: Le commandant (plus tard promu à titre posthume au rang de contre-amiral) Emi Tetsushiro, et le capitaine de corvette (plus tard promu à titre posthume au rang de capitaine) Tomonaga Hideo (qui fut par la suite lié au sous-marin allemand U-234). Les deux sous-marins sont rentrés sains et saufs à leurs bases. Le 6 mai 1943, le I-29 débarqua ses passagers importants à Sabang sur l'île Weh, située au nord de Sumatra, à la place du Penang, pour éviter d'être détecté par les espions britanniques. Le transfert de Bose et Hasan est la seule trace connue d'un transfert civil entre deux sous-marins de deux marines différentes pendant la Seconde Guerre mondiale. Il y a également eu un échange de deux tonnes de lingots d'or en paiement du Japon pour la technologie des armes.

#### Deuxième échange
Le 17 décembre 1943, le I-29 fut envoyé pour une deuxième mission Yanagi, cette fois à Lorient, en France, sous la direction du commandant de sous-marin japonais Takakazu Kinashi. À Singapour, il fut chargé de 80 tonnes de caoutchouc brut, 80 tonnes de tungstène, 50 tonnes d'étain, deux tonnes de zinc et trois tonnes de quinine, d'opium et de café.
Malgré les décryptages alliés du renseignement d'origine électromagnétique de Ultra de sa mission, le I-29 réussit à atteindre la base sous-marine de Lorient le 11 mars 1944. En chemin, il fut ravitaillé deux fois en carburant par des navires allemands. De plus, il a été en contact étroit à trois reprises avec des avions alliés qui suivaient ses signaux. À noter l'attaque de six avions de la RAF dont deux chasseurs Mosquito F Mk. XVIII équipés de canons de 57 mm du 248e Escadron de la RAF au large du cap Peñas, dans le golfe de Gascogne, à la position géographique de 43° 39′ 36″ N, 5° 51′ 00″ O et la protection qui lui fut assurée lors de l'entrée dans Lorient par la seule unité de chasseurs maritimes à long rayon d'action de la Luftwaffe, le V Gruppe/Kampfgeschwader 40 utilisant des Junkers Ju 88. Au moins un Ju 88 a été abattu par des chasseurs britanniques au-dessus des eaux espagnoles. La Kriegsmarine fournit également une escorte de deux destroyers et de deux torpilleurs.
Il quitte Lorient le 16 avril 1944 pour le long voyage de retour avec une cargaison de 18 passagers, des moteurs de torpilles, des machines de codage Enigma, des composants de radar, un moteur-fusée Walter HWK 509A, et les plans Messerschmitt Me 163 et Messerschmitt Me 262 pour le développement de l'avion-fusée Mitsubishi J8M. Après un voyage sans incident, Il est arrivé à Singapour le 14 juillet 1944, débarquant ses passagers, mais pas la cargaison.

### Naufrage
Sur le chemin du retour vers Kure, au Japon, il a été attaqué dans le canal de Balintang, dans le détroit de Luçon, près des Philippines, par le groupe de travail sous-marin "Wildcats" du commandant W. D. Wilkins, composé de Tilefish, Rock et Sawfish, utilisant le renseignement par signaux Ultra. Dans la soirée du 26 juillet 1944, il a été repéré par le Sawfish qui lui a tiré quatre torpilles. Trois ont touché le I-29, qui a immédiatement coulé à la position géographique de 20° 06′ N, 121° 33′ E. Un seul des membres de l'équipage a survécu.
Parmi les morts se trouvait le commandant du I-29, le commandant Takakazu Kinashi, un "As" du sous-marin japonais le plus performant. Plus tôt dans la guerre, alors qu'il était le commandant du I-19, Kinashi a torpillé et coulé le porte-avions américain Wasp et a endommagé le cuirassé North Carolina et le destroyer O'Brien au cours de la même attaque. Le O'Brien coula plus tard à la suite des dégâts causés par les torpilles et le North Carolina fut en réparation à Pearl Harbor jusqu'au 16 novembre 1942, Kinashi fut honoré d'une rare promotion posthume de deux grades de contre-amiral.

### Médias
Le I-29 est le sous-marin présenté dans le film de Bollywood de 2004, Netaji Subhas Chandra Bose : Le héros oublié où Netaji Subhas Chandra Bose voyage avec le sous-marin allemand U-180 autour du Cap de Bonne Espérance au sud-est de Madagascar, où il est transféré sur le I-29, accueilli à bord par son capitaine Masao Teraoka et continue le reste du voyage vers le Japon impérial.